# Ursus C-451
.

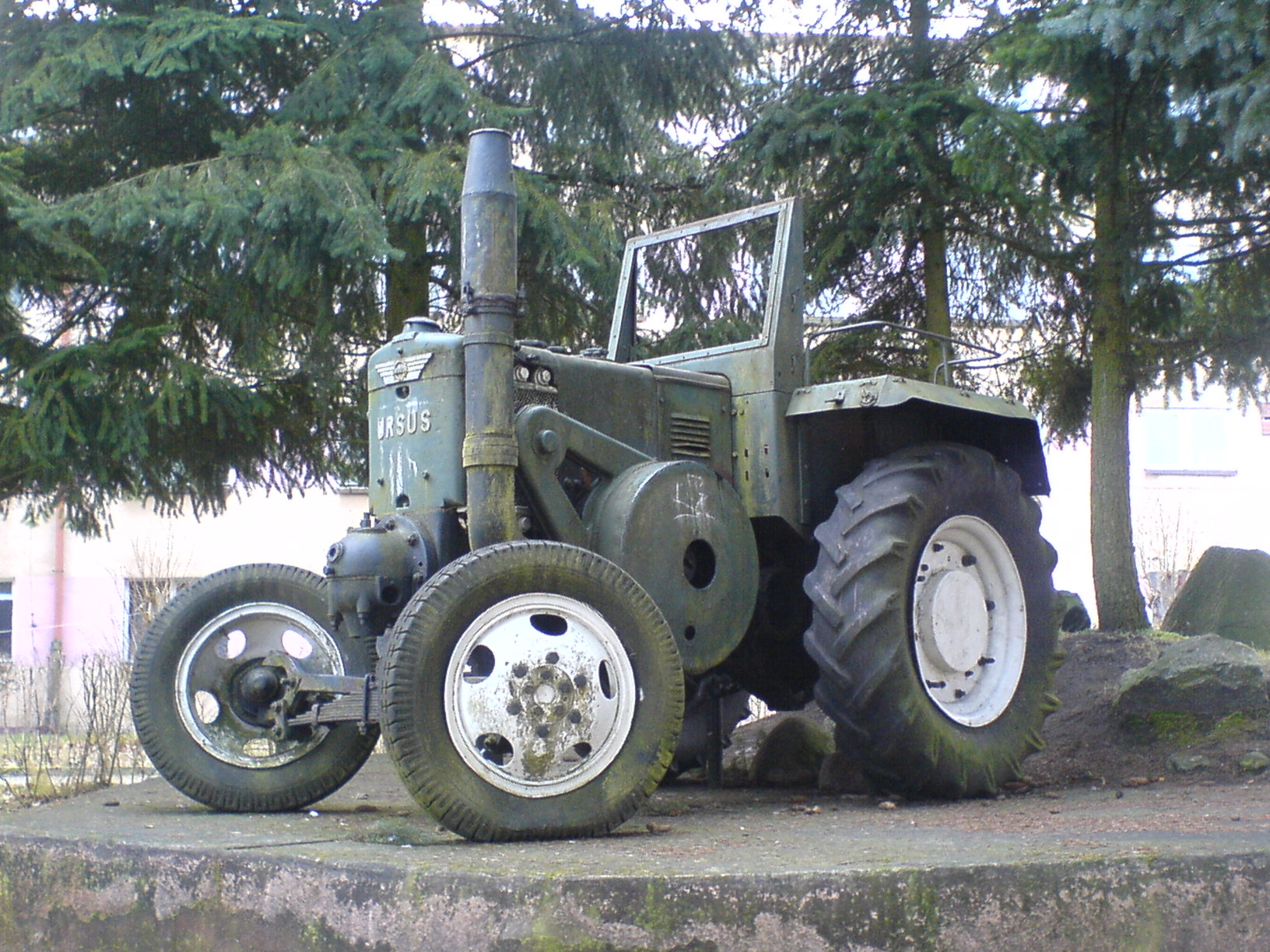
Ciągnik Ursus C-451 w ZSP nr 2 w Drawsku Pomorskim

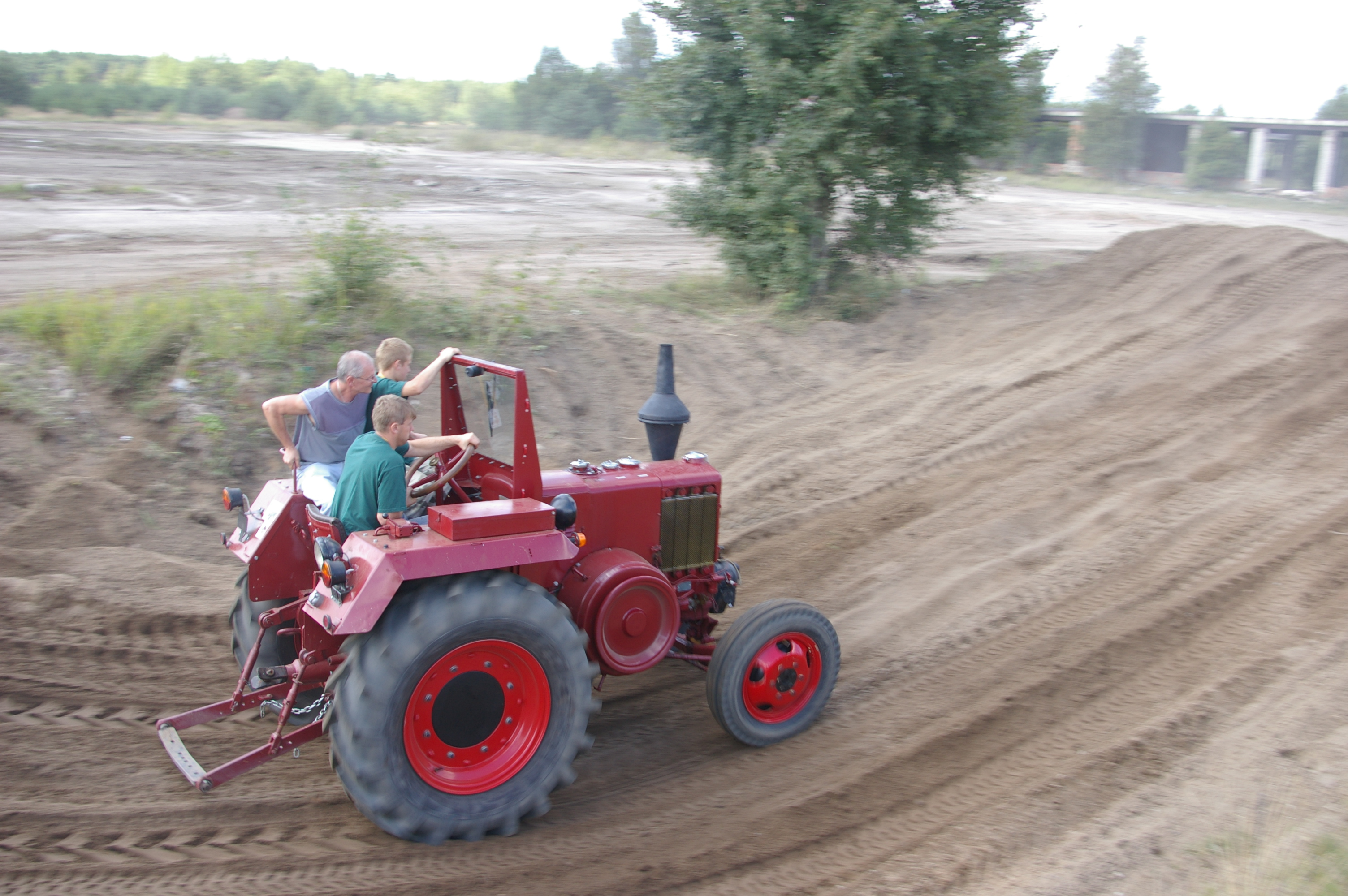
Ciągnik Ursus C-451 z widocznym podnośnikiem w Borne Sulinowo

Ursus C-451 – ciągnik rolniczy produkowany w latach 1954–1959 przez zakłady Ursus w Warszawie, a następnie w latach 1960–1965 przez Zakłady Mechaniczne w Gorzowie Wielkopolskim. Zmodernizowana wersja modelu Ursus C-45

## Historia C-451
W wyniku modernizacji starzejącego się modelu C-45 powstał ciągnik Ursus C-451, produkowany w latach 1954–1959, nazywany popularnie „saganem na gumowych kołach”. W modelu tym dokonano zmian ułatwiających eksploatację pojazdu oraz podnoszących jego walory użytkowe. Wprowadzono rozruch benzynowy, wtryskiwacz paliwa o zamkniętej budowie, wentylator o zwiększonej wydajności w układzie chłodzenia, wzmocniony wspornik osi przedniej, wał korbowy hartowany powierzchniowo, reflektor roboczy oraz podnośnik hydrauliczny umożliwiający pracę z narzędziami podwieszanymi. Dodatkowo wprowadzono błotniki tylne oraz zastosowano brezentową kabinę kierowcy o metalowym stelażu i stałą szybę przednią. 
Wprowadzenie rozruchu benzynowego wymusiło zmiany w budowie zbiornika paliwa. Liczący 100 dm³ zbiornik paliwa został podzielony na dwie części przegrodą, część na benzynę o objętości 5 dm³, zaś pozostałe 95 dm³ przeznaczone było na olej napędowy. Po odpaleniu silnika na benzynie i jego rozgrzaniu, następowało przełączenie na olej napędowy.
Silnik średnioprężny zastosowany w Ursusie C-451 był prosty w budowie, miał dużą tolerancję na paliwa słabej jakości i był wytrzymały. Wadą silnika była jego masa, hałaśliwość, paliwożerność i kłopotliwa obsługa.
Ursus C-451 został przystosowany do ruchu drogowego. Zastosowano tzw. „przyspieszacz ruchu szosowego”, stanowiący odwrócony reduktor. Spowodowało to podwojenie liczby biegów w porównaniu do Ursusa C-45 z 3+1 do 6+2, a także zwiększyło prędkość maksymalną do 16,7 km/h.
Produkcja ciągnika C-451 w ZM Ursus została zakończona w 1959 roku, po zbudowaniu 50 000 sztuk. Przyczyną zaprzestania produkcji była przestarzała konstrukcja. Jeszcze w 1956 r. wyprodukowano 7,8 tys. sztuk, w 1957 r. – 5,9 tys., zaś w 1958 tylko 3,5 tys. Mimo spadku produkcji setki ciągników zalegały na terenie fabryki. POM nie składały tak dużych zamówień; dla rolnictwa indywidualnego były mało przydatne. Powszechnie narzekano, że są zbyt ciężkie. Paliły dwa razy więcej paliwa niż ciągniki produkowane za granicą i były nieprzystosowane do upraw międzyrzędowych.
Dokumentację techniczną przekazano do Zakładów Mechanicznych w Gorzowie Wlkp., gdzie ciągnik ten produkowany był w latach 1960–1965.
Ciągnik C-451 i jego poprzednik C-45 eksportowany był do Brazylii, Chin i Korei w liczbie około 6000 sztuk.
W końcu 2013 roku Zespół Szkół Rolniczych w Rusocinie podjął inicjatywę przywrócenia do użytku stojącego do tej pory na cokole ciągnika C451 z lat 1958-1964. Odrestaurowany ciągnik został publicznie zaprezentowany w czasie obchodów Święta Niepodległości w Pruszczu Gdańskim 11 listopada 2014 roku.
Traktor wystąpił również w serialu TVP Ranczo (serial telewizyjny) w odc. 89, którego posiadaczem był Tadeusz Hadziuk.

## Dane techniczne
- Typ silnika – Bulldog C-45
- Rodzaj silnika – dwusuwowy, średnioprężny, jednocylindrowy, chłodzony cieczą
- Pojemność silnika – 10 300 cm³
- Moc silnika – 33 kW (45 KM) przy 650 obr./min
- Stopień sprężania – 4,75
- Średnica cylindra – 225 mm
- Skok tłoka – 260 mm
- liczba biegów do jazdy w przód – 6Ursus C-451 w Szreniawie
- liczba biegów wstecznych – 2
- prędkość jazdy: 
  - I bieg – 3,5 km/h
  - II bieg – 4,7 km/h
  - III bieg – 6,2 km/h
  - IV bieg – 9,4 km/h
  - V bieg – 12,6 km/h
  - VI bieg – 16,7 km/h
  - wsteczny (normalny) – 4,1 km/h

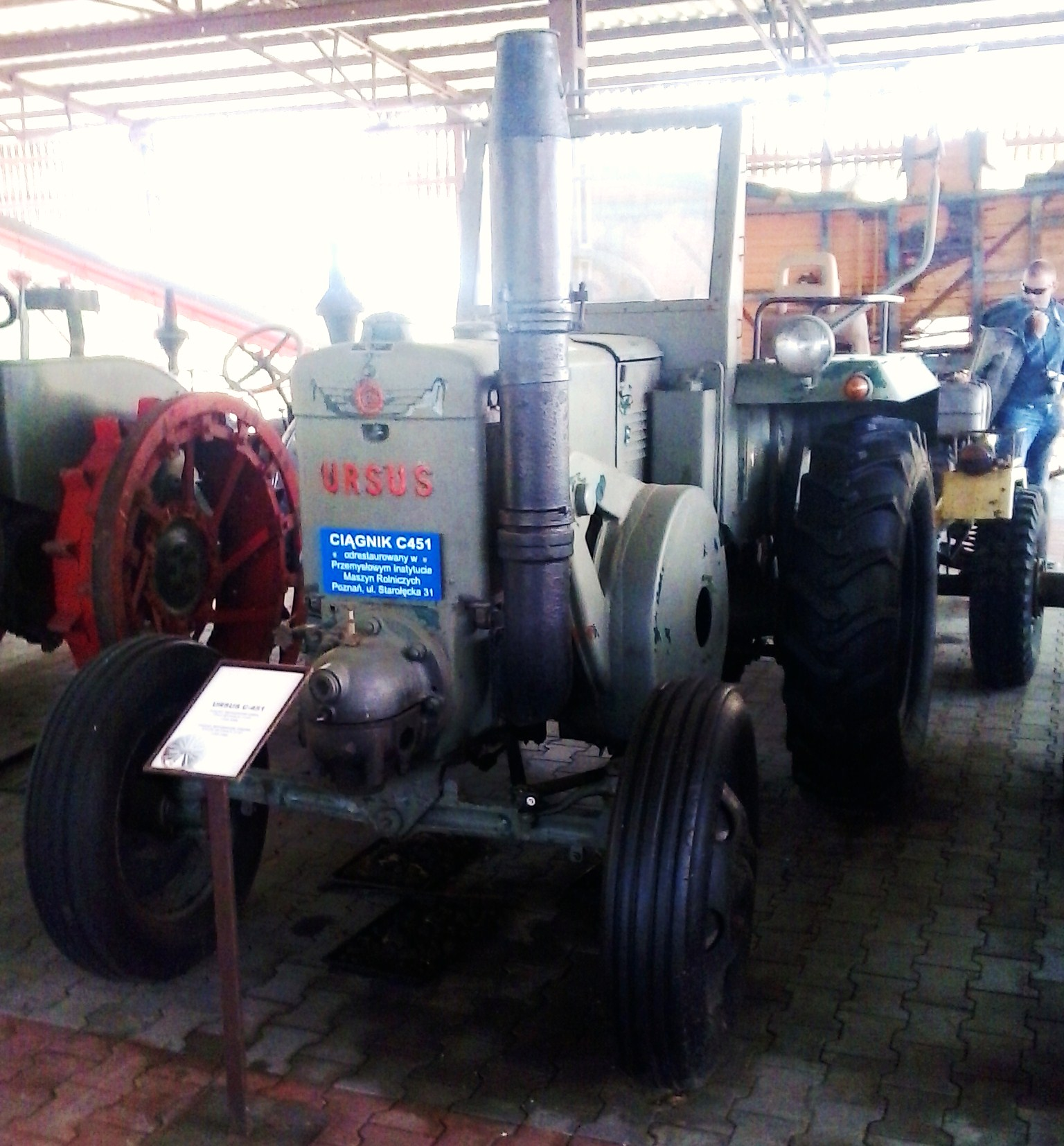
Ursus C-451 w Szreniawie

  - wsteczny (przyspieszony) – 11,9 km/h
- masa ciągnika gotowego do pracy – 3680 kg
- siła uciągu – 2200 kG
- wymiary:
  - długość ok. 3430 mm
  - szerokość ok. 1800 mm
  - wysokość 2520 mm
  - rozstaw osi 2035 mm
  - rozstaw kół przednich 1420 mm
  - rozstaw kół tylnych 1505 mm

Maksymalny udźwig podnośnika hydraulicznego nieznany